# Aeroportul Chisasibi
Aeroportul Chisasibi (IATA: YKU) este un aeroport din Chisasibi⁠(d), Eeyou Istchee⁠(d), Nord-du-Québec⁠(d), Provincia Québec, Canada.
Situat la o altitudine de 13 m, aeroportul dispune de o singură pistă.